# U.S. Bank Stadium
U.S. Bank Stadium is een American football-stadion in Minneapolis. Het stadion opende zijn deuren in 2016. Vaste bespelers zijn de Minnesota Vikings.
Het overdekt stadion is gebouwd op de voormalige locatie van het Hubert H. Humphrey Metrodome dat in 2014 werd afgebroken. De ploeg zelf had een voorkeur voor een niet-overdekt stadion, maar dan weigerden de overheden (stad en staat) een financiële inbreng. Een oplossing met een beweegbaar dak dat volledig dichtgeschoven kan worden, werd door alle partijen van tafel geveegd als te duur. Stad en staat wilden een overdekt stadion omdat dit toeliet ook andere sporten en evenementen in het stadion te organiseren.

## Toernooien
Het stadion is gastheer van Super Bowl LII in 2018, het NCAA Division I Men's Basketball Tournament in 2019 en de NCAA Division I Wrestling Championships in 2020 en de ESPN X Games in 2017 en 2018.